# Geocenamus brevidens
Espèce
Geocenamus brevidens est une espèce de nématodes de la famille des Dolichodoridae et du genre Geocenamus.

## Taxonomie
L'espèce a été initialement classée dans le genre Tylenchorhynchus sous le protonyme Tylenchorhynchus brevidens par Merlin Walters Allen en 1955. Elle est déplacée dans le genre Geocenamus sous le nom binominal Geocenamus brevidens, par Michał Wacław Brzeski (d), en 1991.
Geocenamus brevidens a pour synonymes :
- Merlinius brevidens (Allen, 1955) Siddiqi, 1970
- Tylenchorhynchus brevidens Allen, 1955